# Atar (zoroastrismo)

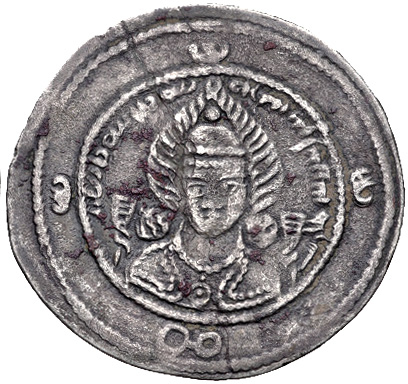
Dios del fuego iraní Adur (Atar) en una moneda del rey turco Shahi Tegin Shah, 728 d. C.

Atar, Atash, Azar o Dāštāɣni es el concepto zoroástrico de fuego sagrado, a veces descrito en términos abstractos como "fuego ardiente y no ardiente" o "fuego visible e invisible" (Mirza, 1987:389). Se considera la presencia visible de Ahura Mazda y su Asha a través del epónimo Yazata. Los rituales de purificación del fuego se realizan 1.128 veces al año.
En lengua avéstica, ātar es un atributo de las fuentes de calor y luz, cuya forma nominativa singular es ātarš, fuente del persa ātaš (fuego). Alguna vez se pensó que estaba relacionado etimológicamente con el avéstico āθrauuan / aθaurun (védico atharvan), un tipo de sacerdote, pero ahora se considera poco probable (Boyce, 2002:16). Ahora se cree que la etimología definitiva de ātar, previamente desconocida (Boyce, 2002:1), proviene del indoeuropeo *h x eh x tr- 'fuego'. Esto lo relacionaría con el latín ater (negro) y posiblemente un cognado del vatër albanés, el vatră rumano, el vatra serbocroata (fuego) y el vatra ucraniano (hoguera).
En el zoroastrismo posterior, ātar (persa medio: 𐭠𐭲𐭥𐭥𐭩 ādar o ādur) se combina iconográficamente con el fuego mismo, que en persa medio es 𐭠𐭲𐭧𐭱 ātaxsh, uno de los objetos principales del simbolismo zoroástrico.

## En las escrituras

### En los textos gaticos
Atar ya es evidente en los Gathas, los textos más antiguos del compendio del Avesta y que se cree que fueron compuestos por el propio Zoroastro. En esta coyuntura, como en el Yasna Haptanghaiti (el Yasna de siete capítulos que interrumpe estructuralmente a los Gathas y es lingüísticamente tan antiguo como los mismos Gathas), atar sigue siendo –con sólo una excepción– un concepto abstracto, simplemente un instrumento, un medio, del Creador y aún no es la divinidad (yazata) del calor y la luz en la que se convertiría atar en los textos posteriores.
En los textos más antiguos, atar es un medio, una facultad a través de la cual se emite el juicio y refleja la institución prezoroástrica de la prueba de calor (avestano: garmo-varah, prueba de calor; cf. Boyce 1996: cap. 6). La justicia se administra a través de atar (Yasna 31.3, 34.4, 36.2, 47.2), el atar ardiente (31.19, 51.9), a través del calor de atar (43.4), a través del metal fundido, brillante y ardiente (ayangha Khshushta, 30.7, 32.7, 51.9). Un individuo que ha superado la prueba de fuego, ha alcanzado fuerza física y espiritual, sabiduría, verdad y amor con serenidad (30,7). Sin embargo, entre todas las referencias a atar en los textos más antiguos, sólo se aborda una vez independientemente de Ahura Mazda. En esta excepción, se habla de atar en tercera persona masculina singular: "Detecta a los pecadores tomándolos de la mano" (Yasna 34.4). En total, "se dice que en total hubo unos 30 tipos de pruebas de fuego". 
También en los primeros textos, tangencial a su papel en el establecimiento de la culpa, atar es la luz de la revelación a través de la cual Zoroastro es seleccionado por Ahura Mazda, el Zarathushtra Mainyu Athra (Yasna 31.3), irradiado por Ahura Mazda (43.9), portador de la convicción de "Buen Propósito" (Vohu Manah, 43.4; ver también Amesha Spenta), e iluminar el yo interior (46.7). Dentro de este marco del concepto de iluminación divina, atar irradia las "otras luces" (31.7), la esencia (de Ahura Mazda) desde la cual la percepción y la sabiduría impregnan el universo. Así también el mandato de Zoroastro de orar siempre en presencia de atar, ya sea hacia el sol o hacia sus propios hogares, para concentrar mejor sus devociones en asha, la rectitud y la virtud por la que se debe luchar (Yasna 43.9, ver también Boyce, 1975:455).

### En textos posteriores

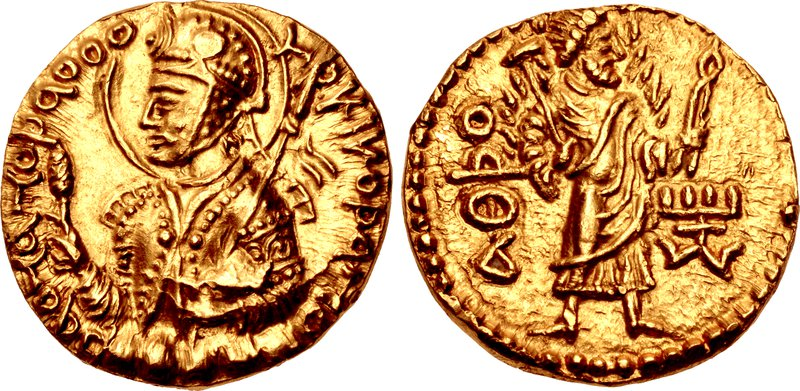
Atsho (Atar) en el reverso de una moneda del gobernante Kushan Huvishka (150-180 d. C.).

El papel gathic de atar como medio para detectar la culpa no es directamente evidente en los textos posteriores del Avesta, pero reaparece en forma modificada como una alegoría de quemar y aniquilar a Angra Mainyu a través de la rectitud, "donde Asha Vahishta se identifica a veces con el fuego de la casa en el hogar." Allí, "la identificación en los reinos de la materia y del espíritu sólo sirve para resaltar más los principios principales de las enseñanzas de Zoroastro con respecto a Asha" (Dhalla, 1938:170). No obstante, un vestigio de la antigua institución de la prueba del calor está presente en Vendidad 4.54-55, donde hablar en contra de la verdad y violar la santidad de la promesa se castiga con azotes y se detecta con el consumo de "agua, ardiente, de color dorado, tener el poder de detectar la culpa." La traducción/comentario Zend sobre este pasaje traduce "ardiente" como "tener azufre y azufre", y señala que la inocencia o culpa se estableció mediante el consumo de este "líquido que detecta la culpa". De manera similar, en el Denkard, se dice que Adharbad Maraspand, el sumo sacerdote de la era sasánida a quien se atribuye la recopilación de los textos del Avesta, tiene nueve medidas de "zinc fundido sin quemar" aplicadas en su pecho como prueba de la exactitud de los textos sagrados.
Vista cronológicamente, la transición de atar como vehículo de juicio a Atar Yazata, la divinidad que preside el fuego ardiente, es abrupta. Mientras que los textos gathic avésticos más antiguos tienen el calor (y por lo tanto el fuego) asociado con un juicio severo, los textos avésticos más jóvenes tienen a la divinidad Atar representando completamente y siendo representada por el fuego mismo; y asociado con la calidez y la luz y esencial para el crecimiento. Sin embargo, la asociación de Asha Vahishta con atar se mantiene y a menudo se mencionan juntos (Yasna 62.3, Nyashes 5.9, etc.). Así también en sus roles como protectores, porque "cuando el Espíritu Maligno atacó la creación de la Buena Verdad, intervinieron el Buen Pensamiento y el Fuego" (Yasht 13.77).
Es en los textos posteriores donde Atar es personificado como "el hijo" de Ahura Mazda (denominación estándar, Yasna 25.7 et al.) y se le llama "lleno de gloria y lleno de remedios curativos" (Nyash 5.6). En Yasna 17.11, Atar es "amo de la casa", recordando el papel del fuego del hogar en los Gathas. El mismo pasaje enumera las "cinco clases de fuego":
1. atar berezi-savah, "el atar altamente benéfico", calificado en los textos Zend como "el fuego que come pero no bebe agua", y el tipo de fuego que arde en un Atash-Behram, el grado más alto de templo del fuego.
2. atar vohu-fryana, "el atar del buen afecto", afín a bhaga y amigo), posteriormente calificado como "el fuego que difunde la bondad" y "el fuego que consume tanto el agua como la comida".
3. atar urvazishta, "el atar de la mayor dicha", calificado posteriormente como "el fuego de la vida feliz", y "el fuego que bebe agua pero no come comida".
4. atar vazishta, "el atar más veloz", calificado posteriormente como el fuego en las nubes, es decir, el relámpago, y como "el fuego que no bebe agua ni come comida".
5. atar spenishta, "el atar santísimo",[5] cognado baltoeslavo šventas "santo") (descrito en los textos "Zend" como "el fuego de la prosperidad" y como el fuego espiritual que arde ante Ohrmuzd.

La descripción de los incendios en los comentarios de la era sasánida (los textos Zend ) difiere ligeramente de los descritos en el Bundahishn ("Creación original", completado en el siglo XI o XII). En este último se invierte la descripción del primer y último tipo de incendio.

## En cultura y tradición

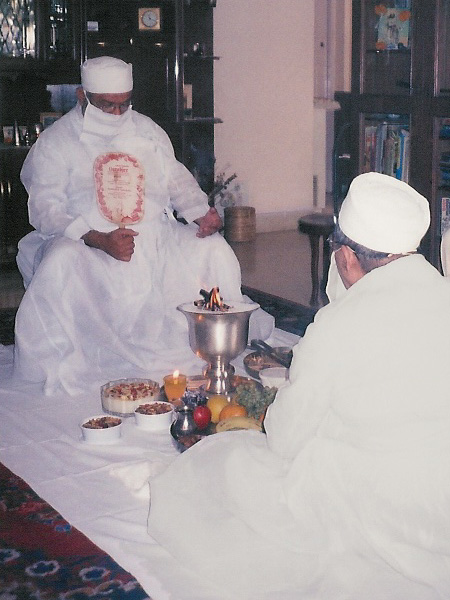
Una ceremonia parsi-zoroástrica de Jashan (aquí la bendición de una casa en Pune, India)

### Como una divinidad
Durante la última era aqueménida, adar —como quintaesencia de Yazata Adar— se incorporó a la jerarquía de divinidades zoroástricas. En esa posición, Adar ayuda a Asha Vahishta (avestan, persa medio: Ardvahisht ), la Amesha Spenta responsable de las luminarias. De entre las flores asociadas con los Yazatas, la de Adar es la caléndula (caléndula) (Bundahishn 27.24).
La importancia de la divinidad Adar es evidente a partir de una dedicatoria a la entidad en el calendario zoroástrico: Adar es uno de los únicos cinco Yazatas que tienen una dedicatoria con el nombre de un mes. Además, Adar es el nombre del noveno día del mes en el calendario religioso zoroástrico, y el noveno mes del año del calendario civil iraní de 1925 (persa moderno: Azar), que tiene nombres de meses derivados de los utilizados por los Calendario zoroástrico.
En la cosmogonía zoroástrica, Adar se considera la séptima de las siete creaciones del universo material. Es gracias a la presencia de Adar, quien actúa como una fuerza vital, que las otras seis creaciones pueden iniciar su labor (Bundahishn 3.7–8; explicado de manera más lógica en Zatspram 3.77–83).

### El culto al fuego
A pesar de que los seguidores del zoroastrismo adoran el fuego en todas sus formas, el fuego del templo no es literalmente objeto de adoración, sino que, junto con el agua pura (conocida como Aban), es un elemento de pureza ritual. Las "cenizas limpias y blancas utilizadas en las ceremonias de purificación se consideran la base de la vida ritual", ya que "son esenciales para los rituales relacionados con el cuidado de un fuego doméstico, elevando así el culto del hogar a una nueva solemnidad" (Boyce, 1975:455). Esto se debe a que "el hombre que ofrece sacrificios al fuego con combustible en la mano, con el Baresman en la mano, con leche en la mano, con el mortero para triturar las ramas sagradas del Haoma en la mano, recibe felicidad" (Yasna 62.1; Nyashes 5.7).
La adoración zoroástrica al fuego parece ser considerablemente más joven que el propio zoroastrismo y surge aproximadamente al mismo tiempo que la adoración al santuario, que se evidencia por primera vez en el siglo IV a. C. (aproximadamente contemporáneo a la introducción de Adar como deidad). No se hace ninguna referencia a una adoración al fuego en un templo en el Avesta propiamente dicho, ni existe ninguna palabra antigua en persa para referirse a ello. Además, Boyce sugiere que la adoración al fuego en el templo fue instituida en oposición a la adoración a la imagen/santuario y "no se han identificado ruinas reales de un templo del fuego anterior al período parto" (Boyce, 1975:454).XI.8.4.512).
Es evidente que el culto al fuego era una modificación doctrinal y estaba ausente del zoroastrismo temprano, como se puede observar en el último Atash Nyash. En los pasajes más antiguos de esa liturgia, es el fuego del hogar el que se dirige a "todos aquellos para quienes cocina la tarde y la mañana comida", lo cual no es consistente con el fuego santificado, según señala Boyce. El culto al templo es un desarrollo posterior, como lo confirman Heródoto y Estrabón al mencionar que los zoroastrianos adoraban al cielo abierto y ascendían montículos para encender sus fuegos en el siglo V a. C. y VI a. C., respectivamente.
En la era parta (250 a. C.-226 d. C.), el zoroastrismo tenía de hecho dos tipos de lugares de culto: uno, aparentemente llamado bagin o ayazan, santuarios dedicados a una divinidad específica, construidos en honor del patrón Yazata de un individuo o familia. e incluía un icono o efigie del homenajeado. El segundo fueron los atroshan, los "lugares de fuego ardiente", que, como señala Boyce (1997: cap. 3), se hicieron cada vez más frecuentes a medida que el movimiento iconoclasta ganaba apoyo. Tras el surgimiento de la dinastía sasánida, los santuarios a los Yazatas continuaron existiendo, y las estatuas, por ley, fueron abandonadas como santuarios vacíos o reemplazadas por altares de fuego (al igual que los santuarios populares a Meher/Mitra, que conservaron el nombre Darb-e Mehr —Puerta de Mitra—que es hoy uno de los términos técnicos zoroástricos para un templo del fuego).
Además, como observó Schippman ( loc. Cit. Boyce, 1975:462), incluso durante la era sasánida (226–650 d. C.) no hay evidencia de que los incendios fueran categorizados según su santidad. "Parece probable que prácticamente sólo existieran dos, a saber, el Atash-i Vahram [literalmente: "fuego victorioso", más tarde malinterpretado como el Fuego de Bahram, véase Gnoli, 2002:512] y el menor Atash-i Adaran, o 'Fuego de Fuegos', un incendio parroquial, por así decirlo, que sirve a un pueblo o barrio" (Boyce, 1975:462; Boyce 1966:63). Aparentemente, sólo en Atash-i Vahram se mantenía el fuego encendido continuamente, y los fuegos de Adaran se volvían a encender anualmente. Si bien los incendios mismos tenían nombres especiales, las estructuras no, y se ha sugerido que "la naturaleza prosaica de los nombres persas medios ( kadag, man y xanag son todas palabras para una casa común) tal vez refleje un deseo por parte de quienes fomentaron el culto al templo [...] para mantenerlo lo más cercano posible al carácter del antiguo culto al fuego del hogar, y desalentar la elaboración" (Boyce, 2002:9).
La práctica india parsi-zoroástrica de traducir el término athornan (derivado del idioma avéstico "athravan") como "sacerdote del fuego" en el idioma inglés se basa en la suposición errónea de que el prefijo athra* deriva de atar (Boyce, 2002: 16-17). El término athravan no aparece en los Gathas, donde un sacerdote es un zaotar, y en su uso más antiguo documentado ( Yasna 42.6) el término parece ser sinónimo de "misionero". En el posterior Yasht 13.94, se dice que el propio Zoroastro era un athravan, lo que en este contexto no podría ser una referencia a atar si aún no existiera un culto al fuego y su sacerdocio asociado en la época de Zoroastro. Por tanto, con toda probabilidad, "la palabra athravan tiene una derivación diferente". (Boyce, 2002:17)

### En mitología y folclore.
En Vendidad 1, Adar lucha contra Aži Dahāka, el gran dragón del cielo.
En Shahnaméh de Ferdousí, Hoshang, el nieto del primer hombre Gayomard, descubre fuego en una roca. Lo reconoce como la gloria divina de Ahura Mazda, le ofrece homenaje e instruye a su pueblo a que también lo haga. También en el Shahnameh se encuentra la leyenda de Sevavash, que pasa por "el fuego que no quema" como prueba de su inocencia.

### Como símbolo real

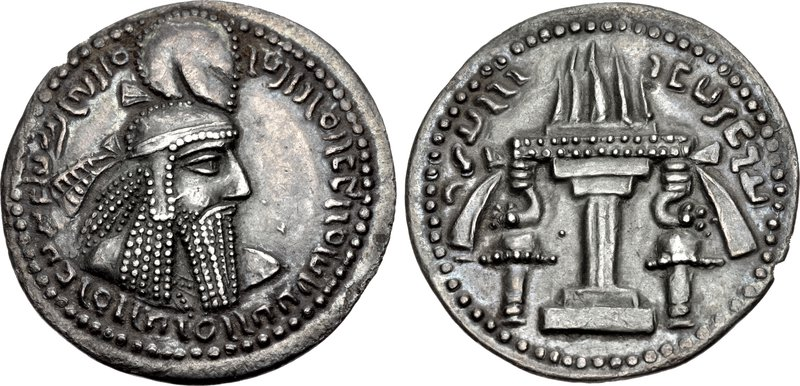
Moneda de plata de Ardashir I con un altar de fuego en el reverso (180 – 242 d. C.).

Durante la era sasánida (226-650 d. C.), el símbolo del Fuego desempeña prácticamente el mismo papel que el sol alado Faravahar durante el período aqueménida (648-330 a. C.). A partir de Ardashir I, el fundador del Imperio sasánida, muchos de los reyes de la dinastía emitieron una o más monedas con un símbolo de Fuego en el reverso, y eran comunes los sellos y bulas con el símbolo del fuego.
Las primeras monedas de plata del imperio tienen bustos con casco de Ardashir I (r. 226-241) o de su padre Papak en el anverso (la figura del monarca gobernante en el anverso es constante durante toda la dinastía), con una representación de un fuego. altar, acompañado de la leyenda atash i artakhshir, "Fuego de Ardeshir", en el reverso. El hijo de Ardashir, Sapor I (r. 241-272), tiene prácticamente la misma imagen pero añade dos asistentes en el altar del fuego. En las monedas de Ormuz I (también conocido como Ardashir II, r. 272-273), el propio emperador cuida el fuego con la ayuda de un asistente. Bahram II (276-293) también aparece, acompañado de lo que podrían ser su reina y su hijo. Narsés de Armenia (r. 293-303) también asiste él mismo al incendio, esta vez solo. En las monedas de Sapor III ( r. 283-388), una divinidad parece emerger del fuego. La forma del altar del fuego en las monedas de Yazdegerd II (r. 438-457) es similar a la de los templos del fuego actuales. La leyenda introducida bajo Ardeshir cede a una marca de ceca y un año de emisión bajo Peroz I ( r. 457-484), una característica evidente en todas las monedas de la dinastía restante.

## En tecnología
Atar es el nombre de un motor a reacción francés, desarrollado y producido por la empresa SNECMA.

## Otras lecturas
- Jahanian, Darius (20 de marzo de 2006). «Fire 'Athra' and Fiery Test».

- Datos: Q3272422